# Амьель, Тьерри
Тьерри́ Амье́ль (фр. Thierry Amiel, 18 октября 1982, Марсель, Франция) — французский певец, автор песен, финалист телевизионного реалити-шоу «À la recherche de la».

## Биография
Тьерри Амьель родился 18 октября 1982 года в Марселе, Франция. В семье было четыре сына. Отец Тьерри — полицейский, мать работала няней. С раннего детства Тьерри интересовался музыкой, а в 13 лет родители отдали его обучаться пению в хор городка Буш-дю-Рон, находящегося неподалёку от Марселя. Первым дебютом мальчика стало выступление в составе хора на сцене Марсельской оперы. Затем Тьерри решает попробовать себя в современной музыке, обучается игре на скрипке и фортепьяно. В скором времени его начинают приглашать на различные фестивали и разогревы популярных исполнителей, в числе которых были Zouk Machine и Herbert Leonard. Принимая участие в многочисленных фестивалях, выходит в финалы конкурсов Graines de Stars Tour и Le Tremplin 2000, а в 2003 году становится финалистом À la recherche de la, принёсшим ему первую славу. С тех пор Тьерри выпустил три альбома, первым из которых стал «Paradoxes», датируемый также 2003 годом. В 2011 году Паскаль Обиспо выбирает Амьеля на роль Адама в своём новом мюзикле «Адам и Ева: Второй шанс» (фр. Adam & Eve. La Second Chance), премьера которого состоялась 31 января 2012 года.

## Дискография

### DVD
- 8 октября 2012: Адам и Ева. Второй шанс (Adam & Eve. La Second Chance)

### Альбомы
- 13 октября 2003: Paradoxes (двойной золотой диск)
- 20 ноября 2006: Thierry Amiel (золотой диск)
- 24 мая 2010: Où vont les histoires?
- 24 октября 2011: Адам и Ева. Второй шанс (в дуэте с Cylia) (золотой диск)
- 8 октября 2012: Адам и Ева. Второй шанс, альбом II (в дуэте с Cylia)

### Синглы
- 20 августа 2003 : Les mots bleus (серебряный диск)
- 25 ноября 2003 : Je regarde là-haut
- 18 мая 2004 : Un jour arrive (не продаётся)
- 22 января 2007 : Cœur sacré (цифровой выход 18 сентября 2006 года)
- 2007 : Réveille-toi (не продаётся)
- 18 июня 2007 : De là-haut
- 2007 : L’amour en face (не продаётся)
- 2009 : Où vont les histoires?
- 2010 : Celui qui
- 2011 : Rien ne se finit (мюзикл «Адам и Ева. Второй шанс» (Adam & Eve. La Second Chance))
- 2011 : Ma bataille (в дуэте с Нуно Резенди, Adam & Eve. La Second Chance)
- 2012 : Ce qu’on ne m’a jamais dit (в дуэте с Cylia, Adam & Eve. La Second Chance)

### Клипы
- Les mots bleus (2003)
- Je regarde là haut (2003)
- Un jour arrive (2004)
- Cœur sacré (2007)
- De là-haut (2007)
- Où vont les histoires (2009)

«Адам и Ева. Второй шанс»
- Rien ne se finit (2011)
- Ma bataille (2011)
- Ce qu’on ne m’a jamais dit (2012)